# Göhl (Holstein)
Göhl ist eine amtsangehörige Gemeinde des Amtes Oldenburg-Land im Kreis Ostholstein in Schleswig-Holstein. Antoinettenhof, Christianstal, Gaarz, Gaarzerfelde, Gaarzermühle, Göhl, Giebelberg, Kremsdorf, Lütjendorf, Neuschwelbek, Plügge, Quals und Schwelbek liegen im Gemeindegebiet.

## Geografie und Verkehr
Göhl liegt etwa drei Kilometer östlich von Oldenburg in Holstein in der Nähe des Oldenburger Grabens in einem sumpfigen Niederungsgebiet. Durch das Gemeindegebiet verläuft die Bahnstrecke Lübeck–Puttgarden. Über Oldenburg in Holstein besteht Anschluss an die Bundesautobahn 1 und die Vogelfluglinie/Bahnstrecke Lübeck–Puttgarden.

## Politik

### Gemeindevertretung
Die Wahl 2023 ergab folgendes Ergebnis:
| Gemeindewahl Göhl 2023 %6050403020100 59,0 %38,5 %2,5 % BGGCDUTornowcGewinne und Verlusteim Vergleich zu 2018 %p 10 8 6 4 2 0 −2 −4 −6 −8−10−12−10,9 %p+8,4 %p+2,5 %pBGGCDUTornowAnmerkungen:c Einzelbewerber Tornow | Sitzverteilung in der Gemeindevertretung Göhl seit 2023Insgesamt 11 Sitze - BGG: 7 - CDU: 4 |

### Wappen
Blasonierung: „Über einem Wellenschildfuß mit Wellental, bestehend aus einem breiten grünen, einem schmalen silbernen und einem breiten blauen Wellenband, in Gold ein aufrechtes grünes Erikabüschel aus drei Zweigen, der linke und rechte Zweig besetzt mit je sechs symmetrisch angeordneten geschlossenen und der Mittelzweig mit sechs offenen und vier geschlossenen roten Blüten.“

## Vereine
Der örtliche Sportverein SV Göhl hat gut 650 Mitglieder.
Der Ortsverein des Deutschen Roten Kreuzes in Göhl ist nicht nur durch die Seniorenbetreuung, zahlreichen Flohmärkte, Blutspenden und den Krabbelclub bekannt. Auch die sehr aktive DRK-Bereitschaft mit zwei Katastrophenschutz-Einheiten ist weit über die Grenzen des Kreises Ostholstein bekannt geworden.

## Persönlichkeiten
- Werner August Friedrich Lentz (* 1817 in Gut Kremsdorf; † 1893 in Eutin), Jurist und Reichstagsabgeordneter